# Spavius
Spavius är ett släkte av skalbaggar som beskrevs av Victor Ivanovitsch Motschulsky 1844. Spavius ingår i familjen fuktbaggar.
Släktet innehåller bara arten Spavius glaber.